# Lepyrodia monoica
Lepyrodia monoica är en gräsväxtart som beskrevs av Ferdinand von Mueller. Lepyrodia monoica ingår i släktet Lepyrodia och familjen Restionaceae. Inga underarter finns listade i Catalogue of Life.